# 12 Hits from Hell
12 Hits from Hell es un álbum de la banda estadounidense The Misfits nunca publicado oficialmente en su totalidad. El lanzamiento del disco marcó otro de los tantos conflictos entre el bajista Jerry Only y el exvocalista Glenn Danzig.

## Historia
El 7 de agosto de 1980, The Misfits grabó 12 canciones en Master Sound Productions studios con la intención de lanzar un álbum completo, según lo dicho por Glenn Danzig. Esas grabaciones fueron luego llamadas "The MSP Sessions".
Misfits firmó un acuerdo de grabación con Ruby Records y usaron las sesiones de 1980 como un demo para su lanzamiento Walk Among Us. El álbum completo esperado de esas sesiones nunca fue lanzado.
Aparte de que The Misfits nunca grabó como una banda de cinco partes, el propósito de este nuevo lanzamiento era mostrar tanto las contribuciones de Booby Steele como las de Doyle de manera equitativa. Bobby Steele, guitarrista de The Misfits desde 1978, grabó tanto el ritmo como la primera guitarra para todas las canciones pero fue expulsado de la banda en la mitad de la producción. Sus partes fueron subsecuentemente perdiendo énfasis en la mezcla aunque aun así se nota las distintas formas de tocar de Bobby que es más melodiosa y técnica, mientras que Doyle que es más agresivo (aun así se le acredita en "3 Hits from Hell" como un guitarrista extra). El hermano menor del bajista Jerry Only, Doyle, fue incluido en la banda y terminó la sesión de grabación ayudando y sobremezclando las pistas de guitarra. Las canciones solo terminaron en las manos del público a través de un vinilo ("3 Hit From Hell"). Las pistas también aparecieron en el Box Set de The Misfits pero en estas versiones la guitarra de Bobby Steele es casi inaudible.
En 2001, Caroline Records anunció que podría lanzar las sesiones perdidas de 1980 bajo el nombre 12 Hits From Hell. También anunció que habría sido incluida una toma alternativa de "London Dungeon".
Sin embargo, Danzig y Only abrutamente solicitaron detener la producción: el primero porque había errores que debían ser corregidos en las líneas de notas y el segundo porque la mezcla y remasterización estaban debajo del estándar. Danzig también reclamó que estaba disgustado con la apariencia y el empaque del álbum y estaba enojado por no haber recibido palabra alguna de este proyecto hasta que Caroline Records le envió un CD promocional.
Bobby Steele, que había sido expulsado de la banda durante la grabación, sintió que Jerry Only tenía una razón escondida detrás de su deseo por remezclar los temas ya que Glenn danzig y Jerry querían despedir a Steele ya que según ellos supuestamente no tocaba bien la guitarra, pero no fue más que una excusa porque Only quería que su hermano menor Doyle ocupara su lugar. Steele pensó que si el CD era lanzado como estaba, de una vez por todas se probaría que no era un mal guitarrista, mientras que si Only seguía su camino y el álbum era remezclado, este removería todas las pistas de guitarra suyas del producto final para prevenir ser expuesto como un mentiroso.
La explicación oficial de Caroline Records fue que la masterización era inferior y que The Misfits no se mostraría como una banda de cinco partes (lo que resulta extraño, considerando que la banda doblaba y triplicaba las pistas de guitarra, y las líneas de notas dejaban claro que Doyle y Bobby no estaban en la banda al mismo tiempo). Por otra parte, nadie tenía problemas con las contribuciones de Robbie Alter en dos canciones y él ni siquiera era un miembro.
Por causa de todas estas opiniones conflictivas y alegatos, es poco probable que 12 Hits From Hell vea la luz algún día. Sin embargo, gracias a los programas de compartición como e-mule, LimeWire, Ares y Kazaa copias promocionales del álbum se han distribuido por toda la Internet.
Aun así el álbum con las pistas de Bobby Steele como guitarra principal fue escuchado y distribuido entre los fans. Gran parte de los que han escuchado 12 Hits From Hell se dieron cuenta de que Steele tenía razón y que no era un mal guitarrista incluso tocaba mucho mejor la guitarra que los guitarristas que han pasado por The Misfits siendo nombrado por muchos como el mejor guitarrista que pasó por la banda.

## Listado de temas
1. "Halloween"
2. "Vampira"
3. "I Turned into a Martian"
4. "Skulls"
5. "London Dungeon"
6. "Night of the Living Dead"
7. "Horror Hotel"
8. "Ghouls Night Out"
9. "Astro Zombies"
10. "Where Eagles Dare"
11. "Violent World"
12. "Halloween II"
13. "London Dungeon" (versión alternativa)

## Personal
- Glenn Danzig - voz y guitarra en "Halloween II"
- Jerry Only - bajo
- Bobby Steele - guitarra (pistas originales)
- Doyle Wolfgang von Frankenstein - guitarra (sobremezcla y pistas adicionales)
- Robbie Alter - guitarra en "London Dungeon" y "Violent World"
- Arthur Googy - batería

- Datos: Q2269629